# Brachymeria notispina
Brachymeria notispina är en stekelart som beskrevs av Boucek 1956. Brachymeria notispina ingår i släktet Brachymeria och familjen bredlårsteklar.
Artens utbredningsområde är Israel. Inga underarter finns listade.